# Burlingame (Kansas)
Burlingame város az USA Kansas államában. Lakosainak száma 971 fő (2020. április 1.).

## Népesség
A település népességének változása:

| 2010 | 934 |
| 2020 | 971 |